# 東伏見慈洽
東伏見慈洽（1910年5月16日—2014年1月1日），是久邇宮第2代当主久邇宮邦彥王的第三子，日本舊皇族兼僧人，上皇明仁舅舅，為皇族時稱久邇宮邦英王。

## 生平
1910年（明治四十三年）邦英王在東京府東京市出生，後來因為東伏見宮依仁親王與依仁親王妃周子膝下無兒，並和久邇宮邦彥王商討後，在1919年（大正八年）10月26日將其過繼至東伏見宮；不過根據《舊皇室典範》第42條不承認皇族養子的繼承權，邦英王在依仁親王逝世後雖然主持了其葬儀，但並未繼承東伏見宮。
1930年（昭和五年）5月邦英王成年，隨即敘勳一等，並成為貴族院皇族議員。次年（1931年）紀元節，他自願要求臣籍降下以便祭祀東伏見宮，經皇族會議與樞密院諮詢後允許，同年4月賜宮號「東伏見」作姓氏，列入華族，授予伯爵爵位，並喪失貴族院皇族議員資格。
1945年（昭和二十年）在京都青蓮院出家，1953年（昭和二十八年）繼承青蓮院門跡，改法名慈洽。
2014年（平成二十六年）1月1日圓寂，年103歲，是臣籍降下的皇族中最長壽的一人。